# Michel Diemer-Heilmann

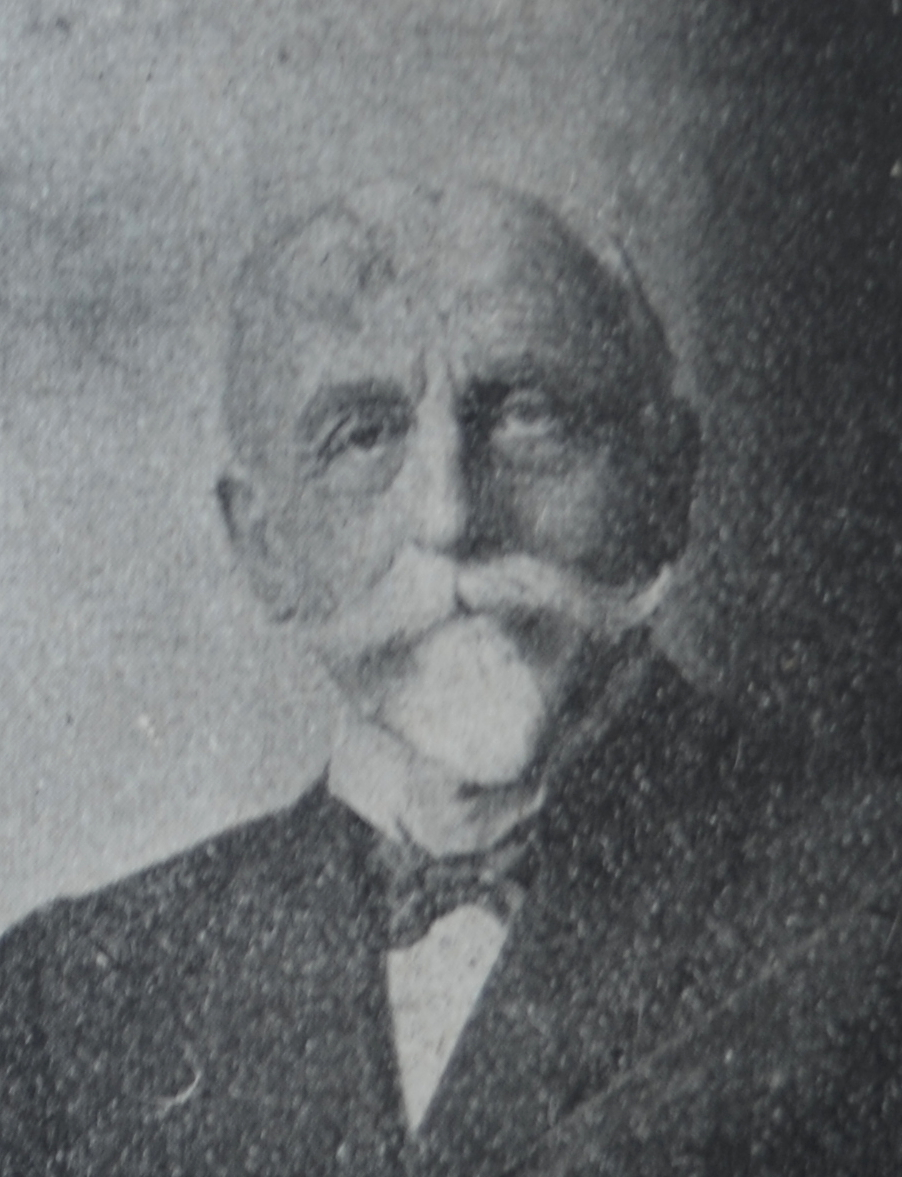
Michel Diemer-Heilmann, 1911

Michel Diemer-Heilmann (* 22. November 1842 in Ittenheim; † 23. Dezember 1919 in Paris) war Notar, Industrieller und Landtagsabgeordneter.
Michel Diemer-Heilmann, der evangelischer Konfession war, wurde 1857 Notariatsgehilfe in Baar und 1862 in Mülhausen. Nach einer Ausbildung zu Notar in Paris war er seit 1860 Notar in Gebweiler und 1872 bis 1882 in Mülhausen. 1882 erfolgte sein Rücktritt als Notar und er begann eine Tätigkeit als Industrieller. 
Er war Kapitän der 8. Kompanie des 3. Bataillons des Garde mobile Corps du Haut Rhin im Krieg 1870/71.
Politisch engagierte er sich als Gemeinderat in Mülhausen. Er war Mitglied des Landesausschusses des Reichslandes Elsaß-Lothringen. 1911 wurde er als Vertreter der Stadt Mülhausen zum Mitglied der ersten Kammer des Landtags gewählt, der er von 1911 bis 1918 angehörte.